# Dubinné
Dubinné (hongrois : Tölgyed) est un village de Slovaquie situé dans la région de Prešov.

## Histoire
Première mention écrite du village en 1327.

## Démographie

### Évolution de la population
| Année:               | 1994. | 2004.   | 2014.    | 2024.   |
| -------------------- | ----- | ------- | -------- | ------- |
| Nombre de personnes: | 349   | 328     | 365      | 333     |
| Différence:          |       | -6,01 % | +11,28 % | -8,76 % |

| Année:               | 2023. | 2024.   |
| -------------------- | ----- | ------- |
| Nombre de personnes: | 331   | 333     |
| Différence:          |       | +0,60 % |